# بحيرة جورة البلوط
بحيرة جورة البلوط في الزعرور في منطقة جبل صنين، هي بحيرة صناعية أنشأتها الدولة للبنانية لتخزين مياه الينابيع التي تحيط بها، والاستفادة من المياه الناتجة عن ذوبان الثلوج، بهدف إستعمالها لمساعد ورديف لمياه الشرب في منطقة المتن في جبل لبنان.

## مواصفاتها
هي باستطاعة تخزينية في حدود 450,000 متر مكعب، وتستخدم بشكل أساسي لتعويض الفاقد من مياه الشرب في منطقة المتن. وقد تم إنشاء السد من الاسمنت المسلح، وشكل الخزان دائري، وهو يستند إلى صخور كلسية. تتم تغذية هذه البحيرة عن طريق جمع مياه الينابيع الصغيرة وتوجيهها نحوها، أو من الجريانات السطحية الناتجة بصورة رئيسية من ذوبان الثلوج والهاطل المطري.